# موشک بالستیک دوربرد

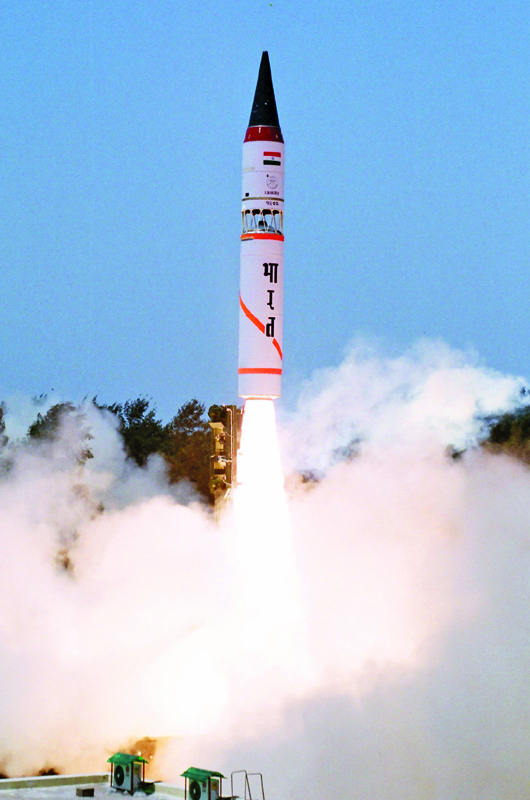
پرتاب موفقیت‌آمیز موشک آگنی-۳ از جزیره عبدالکلام

موشک بالستیک دوربرد یک موشک بالستیک با برد ۳٬۰۰۰–۵٬۵۰۰ کیلومتر (۱٬۸۷۵–۳٬۴۲۵ مایل) است که بین موشک بالستیک میان‌برد (MRBM) و موشک بالستیک قاره‌پیما (ICBM) قرار می‌گیرد. طبقه‌بندی موشک های بالستیک بر اساس برد بیشتر برای راحتی انجام می‌شود؛ در اصل تفاوت بسیار کمی بین یک موشک بالستیک قاره‌پیما با کارایی پایین و یک موشک بالستیک دیگر از نوع دوربرد با کارایی بالا وجود دارد زیرا کاهش جرم محموله می‌تواند برد بیش از آستانهٔ موشک‌های قاره‌پیما را افزایش دهد. تعریف برد استفاده شده در اینجا در آژانس دفاع موشکی ایالات متحده استفاده می‌شود.

## موشک‌های بالستیک دوربرد خاص
| تاریخ   | مدل                         | برد (کیلومتر) | بیشینهٔ برد (کیلومتر) | کشور                           |
| ------- | --------------------------- | ------------- | -------------------- | ------------------------------ |
| ۱۹۵۹    | پی‌جی‌ام-۱۷آ تور              | ۱٬۹۰۰         | ۲٬۴۰۰                | ایالات متحده آمریکا · بریتانیا |
| لغو شده | بلو استریک                  | ۳٬۷۰۰         |                      | بریتانیا                       |
| ۱۹۶۲    | آر-۱۴ چوسووایا (اس‌اس-۵)     | ۳٬۷۰۰         |                      | اتحاد جماهیر شوروی             |
| ۱۹۷۰    | دی‌اف-۳آ                     | ۴٬۰۰۰         | ۵٬۰۰۰                | چین · عربستان سعودی            |
| ۱۹۷۶    | آراس‌دی-۱۰ پایونیر (اس‌اس-۲۰) | ۵٬۵۰۰         |                      | اتحاد جماهیر شوروی             |
| ۱۹۸۰    | اس۳ آی‌آربی‌ام                | ۳٬۵۰۰         |                      | فرانسه                         |
| ۲۰۰۴    | دی‌اف-۲۵                     | ۳٬۲۰۰         | ۴٬۰۰۰                | چین                            |
| ۲۰۰۶    | آگنی-۳                      | ۳٬۵۰۰         | ۵٬۰۰۰                | هند                            |
| ۲۰۰۷    | دی‌اف-۲۶                     | ۳٬۵۰۰         | ۵٬۰۰۰                | چین                            |
| ۲۰۱۰    | هواسونگ-۱۰/آردی-بی موسودان  | ۲٬۵۰۰         | ۴٬۰۰۰ (اثبات‌نشده)    | کره شمالی                      |
| ۲۰۱۱    | آگنی-۴                      | ۴٬۰۰۰         |                      | هند                            |
| ۲۰۱۰    | کی-۴                        | ۳٬۵۰۰         |                      | هند                            |
| ۲۰۱۷    | هواسونگ-۱۲/کی‌ان-۱۷          | ۳٬۷۰۰         | ۶٬۰۰۰                | کره شمالی                      |